# Joe Engle
Joe Henry Engle (Chapman, Kansas; 26 de agosto de 1932-Houston, Texas; 10 de julio de 2024) fue un piloto, ingeniero aeronáutico y astronauta de la NASA estadounidense. Fue comandante de dos misiones del transbordador espacial, incluida la STS-2 de 1981, el segundo vuelo orbital del programa. También pilotó tres vuelos en las pruebas de aproximación y aterrizaje del programa Shuttle en 1977. Engle es uno de los doce pilotos que pilotaron el North American X-15, un avión espacial experimental operado conjuntamente por las Fuerzas Aéreas y la NASA.
Como piloto del X-15, Engle realizó tres vuelos por encima de las 50 millas, con lo que obtuvo las alas de astronauta según la convención estadounidense para la delimitación del espacio. En 1966 fue seleccionado para el quinto Grupo de Astronautas de la NASA, incorporándose al programa Apolo. Fue el Piloto del Módulo Lunar (LMP) de reserva para el Apolo 14 y en un principio estaba previsto que fuera el LMP del Apolo 17. Sin embargo, la cancelación de vuelos posteriores llevó a la NASA a seleccionar al geólogo-astronauta Harrison Schmitt como LMP, desplazando a Engle.
Engle fue un experimentado operador de aviones espaciales y el último piloto vivo del X-15.

## Biografía

### Vida personal y educación
Engle nació el 26 de agosto de 1932 en Chapman, Kansas. Asistió a la escuela primaria y secundaria en Chapman, Kansas, y se graduó en la Dickinson County High School en 1950. Engle participó activamente como Boy Scout y obtuvo el rango de Primera Clase. Se licenció en Ingeniería Aeronáutica por la Universidad de Kansas en 1955, donde fue miembro de la Fraternidad Profesional de Ingeniería Theta Tau.
Estaba casado con la difunta Mary Catherine Lawrence, de Mission Hills, Kansas, y tiene dos hijos mayores y un hijastro. Actualmente está casado con Jeanie Carter Engle, de Houston (Texas). Engle se divierte volando (incluso en aviones de combate de la Segunda Guerra Mundial), cazando, haciendo excursionismo y practicando atletismo.
Fue miembro de la Society of Experimental Test Pilots y se convirtió en Fellow en 2009.

### Experiencia de vuelo
Engle ingresó en las Fuerzas Aéreas de EE. UU. a través del Cuerpo de Entrenamiento de Oficiales de Reserva de las Fuerzas Aéreas en la Universidad de Kansas. Durante sus estudios, fue miembro de la fraternidad profesional de ingenieros Theta Tau y decidió convertirse en piloto de pruebas. Mientras trabajaba en Cessna Aircraft durante el verano, aprendió a volar de un compañero delineante, Henry Dittmer.
Engle ingresó en la escuela de vuelo en 1957 y recibió sus alas de piloto en 1958. Voló el F-100 Super Sabre con el 474.º Escuadrón de Caza Diurno y el 309º Escuadrón de Caza Táctico en la Base George de la Fuerza Aérea, California. Chuck Yeager recomendó a Engle para la Escuela de Pilotos de Pruebas de la USAF, de la que se graduó en 1961, y más tarde fue asignado a la tercera clase de la Escuela de Pilotos de Investigación Aeroespacial, a pesar de su reticencia a dejar el vuelo de "palo y timón" por una cápsula espacial.
Tras servir como piloto de pruebas en el Grupo de Pruebas de Caza de la Base Aérea de Edwards (California), Engle fue piloto de pruebas en el programa de investigación del X-15 en Edwards desde junio de 1963 hasta su asignación al Centro de Naves Espaciales Tripuladas (actualmente el Centro Espacial Lyndon B. Johnson). Engle había presentado su candidatura junto con sus compañeros del ARPS Charles Bassett y Michael Collins al tercer grupo de astronautas de la NASA, pero el Ejército del Aire retiró la solicitud de Engle para la NASA y en su lugar le eligió para sustituir a Robert M. White en el programa X-15, lo que complació a Engle.
Los padres de Engle fueron testigos de su vuelo en el X-15 del 29 de junio de 1965, que superó una altitud de 50 millas (80 km) y le cualificó para las alas de astronauta; volvió a superar las 50 millas dos veces durante su carrera de 16 vuelos. En su última misión en el X-15, el vuelo libre 153 (1-61-101), que tuvo lugar el 14 de octubre de 1965, se convirtió en el primero de los dos únicos pilotos en realizar un vuelo espacial suborbital en un X-15 sin la ayuda del sistema de control de vuelo adaptativo MH-96. A pesar de lo que más tarde denominó "el mejor trabajo de piloto del mundo", Engle decidió volver a presentar su solicitud a la NASA, ya que esperaba ser destinado a otro destino de las Fuerzas Aéreas en el plazo de un año y tenía la esperanza de ir a la Luna.
A lo largo de su carrera, Engle ha pilotado más de 185 tipos diferentes de aviones (25 cazas distintos), registrando más de 15.400 horas de vuelo, de las cuales 9.000 fueron en aviones a reacción.

### Carrera en la NASA
Engle fue uno de los 19 astronautas seleccionados por la NASA en abril de 1966. Formó parte de la tripulación de apoyo del Apolo 10. Tras esta misión, fue piloto de reserva del módulo lunar en la misión Apolo 14. Estaba previsto que aterrizara en la Luna como piloto del módulo lunar de la misión Apolo 17, pero fue sustituido. Estaba previsto que aterrizara en la Luna como piloto del módulo lunar del Apolo 17, pero fue sustituido por el geólogo Harrison Schmitt. Esto fue el resultado de la presión de la comunidad científica para que un científico (geólogo) explorara la Luna, y no sólo ingenieros pilotos de pruebas que habían recibido formación en geología. En respuesta a que le echaran de la misión, dijo: "Si lo piensas, las misiones lunares estaban orientadas a la geología".
Según Engle, Deke Slayton le preguntó si preferiría volar en el Skylab, en el Apollo-Soyuz o en el Transbordador Espacial; Engle respondió que preferiría el Transbordador, ya que era un avión.
Engle fue comandante de una de las dos tripulaciones que volaron los Vuelos de Prueba de Aproximación y Aterrizaje del Transbordador Espacial entre junio y octubre de 1977. El Transbordador Espacial Enterprise fue transportado a 25.000 pies de altura sobre el Boeing 747, y luego fue liberado para su vuelo de planeo de dos minutos hasta el aterrizaje. En esta serie de pruebas de vuelo, Engle evaluó las cualidades de manejo del Orbiter y las características de aterrizaje, y obtuvo los datos de estabilidad y control, y de rendimiento en la envolvente de vuelo subsónico para el Transbordador Espacial. Fue el comandante de reserva del STS-1, el primer vuelo de prueba orbital del transbordador espacial Columbia. Junto con el piloto Richard Truly voló como comandante en el segundo vuelo del transbordador espacial, el STS-2, convirtiéndose en el último novato de la NASA al mando de un vuelo espacial hasta Raja Chari en 2021 en el SpaceX Crew-3. También fue comandante de la misión STS-51-I y acumuló más de 225 horas en el espacio.
Engle es una de las dos personas que han volado al espacio en dos tipos diferentes de vehículos alados: el X-15 y el transbordador espacial, en la misión STS-2 (la otra persona es Frederick W. Sturckow). Engle pilotó manualmente un gran número de maniobras de prueba de vuelo en el transbordador durante el reingreso y el aterrizaje; los periodos de maniobras de prueba pilotadas manualmente se intercalaban con periodos de control por ordenador.
De marzo a diciembre de 1982 fue administrador adjunto para vuelos espaciales tripulados en la sede de la NASA. Conservó su condición de astronauta de vuelo y regresó al Centro Espacial Johnson en enero de 1983. También participó en la investigación de la catástrofe del Challenger en 1986, y realizó otros trabajos de consultoría sobre el transbordador hasta bien entrada la década de 1990.

### Carrera posterior a la NASA
En su último destino militar en activo, Engle fue ayudante de la Guardia Nacional del Aire del comandante en jefe del Comando Espacial de Estados Unidos y del Mando de Defensa Aérea de Norteamérica (NORAD), con sede en la Base Peterson de las Fuerzas Aéreas, Colorado. Joe Engle se retiró de la NASA el 28 de noviembre de 1986 y de la USAF el 30 de noviembre de 1986. El 1 de diciembre fue ascendido al rango de general de división. En 1986 fue nombrado miembro de la Guardia Nacional Aérea de Kansas y en 1992 ingresó en el Paseo de Honor Aeroespacial. El 21 de julio de 2001, Engle fue consagrado en Dayton, Ohio, en el Salón Nacional de la Fama de la Aviación Clase 2001, junto con el as de la USAF Robin Olds, el as del Cuerpo de Marines de EE. UU. Marion Carl y Albert Ueltschi. En noviembre de 2001, ingresó en el Salón de la Fama de los Astronautas de Estados Unidos, en Florida.

## Premios y reconocimientos
- Insignia de astronauta de la USAF (1964)[40]
- Medalla por Servicio Distinguido de Defensa - "por logros sobresalientes"[41]
- Medalla por Servicio Distinguido de la Fuerza Aérea (1985)[42]
- Dos Cruces de Vuelo Distinguido (1964 y 1978) - "por logros sobresalientes"[42]
- Medalla al Servicio Distinguido de la NASA[42]
- Dos Medallas de Vuelo Espacial de la NASA[43]
- Medalla al Servicio Excepcional de la NASA[42]
- Premio especial de la NASA[44]
- Joven oficial destacado del año de la USAF (1964)[45]
- Kansano del año (1964)[46]
- Elegido por la Cámara de Comercio Junior de EE. UU. como uno de los Diez Jóvenes Sobresalientes de América (1964)[46]
- Premio Pionero del Vuelo del Instituto Americano de Aeronáutica y Astronáutica (1965)[44]
- Premio Iven C. Kincheloe concedido por la Sociedad de Pilotos de Pruebas Experimentales (1977) - por participar en las pruebas del transbordador espacial[47] Enterprise[48]
- Premio Haley de Vuelo Espacial de la AIAA (1980)[49]
- Trofeo Memorial Dr. Robert H. Goddard[42]
- Trofeo Robert J. Collier[42]
- Trofeo Internacional Harmon (1981)'[50]
- Mención por Servicios Distinguidos de la Universidad de Kansas (1982)[51]
- Premio al Servicio Distinguido en Ingeniería de la Escuela de Ingeniería de la Universidad de Kansas (1982)[52]
- General Thomas D. White USAF Trofeo del Espacio (1981)[53]
- Paseo de Honor Aeroespacial, Lancaster, California (1992)
- Salón Nacional de la Fama de la Aviación, Dayton, Ohio (2001)
- Salón de la Fama de los Astronautas de Estados Unidos, Florida (2001)
- Premio a los pioneros del espacio y los misiles del Ejército del Aire (2007)[54]
- Salón Internacional de la Fama del Aire y del Espacio (2014)[55]
- El asteroide (8028) Joeengle fue nombrado así en su honor.[56]